# 省試 (日本)
省試（しょうし）とは、古代日本の律令制下の式部省で行われた官人候補者への試験である。

## 概要
本来は式部省が実施した、秀才・明経・進士・明法などの試験を指すものだったが、平安時代以降は文章生試を指す場合が多い。文章生試は定員20名の文章生を詩賦（漢詩文）の作成により選抜する試験で、当初は大学寮で行われる寮試であったが、天長4年（827年）から承和6年（839年）の間に省試になり、式部大輔あるいは少輔が問題を出すことになり、さらに、擬文章生がその受験資格者として、同じく天長4年から貞観8年（866年）の間に設置された。
文章生試に及第することで、紀伝道学問が成就したことになり、秀才を受験し、学者になるものを除けば、大多数の文章生は及第順に出仕していった。